# Via del Volto Santo
Con il nome Via del Volto Santo viene indicata la parte della Via Francigena che va da Pontremoli a Lucca.
È una direttrice viaria medievale, un ramo di quelle vie Francigene o Romee che univano Roma "Caput Mundi" alla Francia. La "Via del Volto Santo" che passa parallela e a nord delle Alpi Apuane è alternativa al famoso viaggio di Sigerico di Canterbury che percorse, durante il ritorno da Roma, la strada fra Lucca e la Lunigiana lungo la costa Tirrenica aggirando Le Alpi Apuane da sud. È praticamente il percorso montano di quel fascio di strade che univano la Lunigiana alla Garfagnana e quindi a Lucca, importantissima meta del pellegrinaggio medievale per la devozione al Volto Santo, il crocifisso ligneo esposto nel Duomo di Lucca.
Viene chiamato anche Via Francigena di montagna per distinguerlo dal percorso di costa fatto da Sigerico nel 990 d.C. ma di fatto non è che un ramo montano di quelle vie medievali che dalla Lunigiana attraverso la Garfagnana, percorrendo la Valle del Serchio, raggiungevano Lucca.

## Percorso
Il pellegrino medievale, lasciata Pontremoli saliva ad Arzengio, da lì proseguiva per Ceretoli. Poi arrivava a Dobbiana (Filattiera) alla chiesa di San Giovanni battista, dove è custodita una statua del volto santo con all'Interno una reliquia. Un pezzo della croce Santa. Poi si proseguiva per Serravalle, la Rocca e si scendeva ne Bagnonese.
Proprio dalla pieve di Sorano si fa iniziare la "Via del Volto Santo" che attraversa la Lunigiana toccava la pieve di Santa Maria di Venelia, Licciana Nardi, la  Pieve di Soliera Apuana, Fivizzano , la Pieve di Offiano, Regnano, lo xenodochio di San Nicolao di Tea. Un ramo di strada proveniente dalla bassa Lunigiana toccava invece la Pieve dei Santi Cornelio e Cipriano a Codiponte, la Pieve di San Lorenzo (Minucciano), Minucciano ricongiungendosi poi a quella discendente da Passo Tea a Piazza al Serchio in Garfagnana.
Il percorso proseguiva per l'antica via romana della Clodia Nova nella valle del Serchio passando da San Donnino (Piazza al Serchio), Camporgiano, Castelnuovo Garfagnana, Gallicano, Borgo a Mozzano, Diecimo, Valdottavo, Sesto di Moriano per arrivare a Lucca.
Per evitare le frequenti esondazioni del fiume Serchio, è attestata dal tardo Medioevo, nell’Archivio di Stato di Lucca, anche una variante a mezza costa sul versante sinistro del fiume nota come Via Garfagnina. Da Borgo a Mozzano si poteva passare il fiume Serchio sul Ponte della Maddalena per salire a Corsagna e dall'altopiano delle Pizzorne o dal Monte Tubbiano scendere a Matraia e Segromigno in Monte e raggiungere infine Lucca.